# ADM-Aeolus
ADM-Aeolus, acronimo di Atmospheric Dynamics Mission Aeolus (Aeolus, missione per lo studio delle dinamiche atmosferiche) è un satellite dell'ESA lanciato in orbita il 22 agosto 2018 alle 21:20 UTC. ADM-Aeolus è il primo satellite in grado di effettuare osservazioni dei profili di velocità dei venti a livello globale.

## Il satellite
Aeolus è il quinto satellite del Living Planet Programme dell'Agenzia Spaziale Europea. L'obiettivo primario della missione è di migliorare la conoscenza dell'atmosfera e della meteorologia della Terra. Registrando e monitorando la situazione meteorologica in varie parti del mondo, Aeolus permetterà alla comunità scientifica di sviluppare complessi modelli climatici, i quali potranno essere utilizzati per prevedere il comportamento futuro del sistema ambientale. Queste previsioni saranno utilizzabili nel corto periodo, essendo applicabili ai modelli numerici di previsione meteorologica in modo da rendere più affidabili le previsioni meteorologiche. La missione migliorerà la conoscenza di vari fenomeni legati al clima, dal riscaldamento globale agli effetti dell'inquinamento atmosferico.
ADM-Aeolus è concepita come una missione apripista per i futuri satelliti meteorologici dedicati alla misura dei venti. Il satellite è costruito da Airbus Defence and Space.

## Strumentazione
I profili di velocità dei venti sono misurati dallo strumento principale di Aeolus, ALADIN, acronimo di Atmospheric LAser Doppler INstrument (strumento per misure laser Doppler nell'atmosfera).

### Atmospheric LAser Doppler INstrument (ALADIN)
Lo strumento ALADIN, essenzialmente un Lidar operante alla lunghezza d'onda di 355 nm (ultravioletto vicino), è composto da tre elementi principali: un trasmettitore, un ricevitore combinato per lo scattering Mie e lo scattering di Rayleigh, e un telescopio Cassegrain di 1,5 m di diametro. ALADIN misura il profilo di velocità dei venti al di sotto del satellite fino al suolo in caso di cielo sereno, o fino alla sommità delle nubi, in caso di coperture nuvolose dense; la misura dei venti è possibile anche in caso di coperture nuvolose sottili. Dall'analisi dei dati è possibile ottenere informazioni su altri elementi come le nubi e gli aerosol. I dati ottenuti sono distribuiti ai centri meteorologici quasi in tempo reale.

## Lancio
Il satellite è stato progettato per essere compatibile con diversi lanciatori come Vega, il Rokot o il Dnepr. A novembre 2013 ADM-Aeolus era inserito nella lista delle missioni che saranno lanciate con VEGA nell'ambito del programma VERTA.. Il 5 maggio del 2018 fu annunciata l'ora (21:20 UTC) e data di lancio (21 agosto 2018). A causa di condizioni meteorologiche avverse, il lancio fu condotto con successo il giorno successivo, segnando il dodicesimo successo consecutivo per il lanciatore Vega.

## Orbita
ADM-Aeolus è stato lanciato su un'orbita eliosincrona a circa 320 km di altezza e la sua missione ha una durata prevista di 3 anni. La velocità dei venti sarà misurata ortogonalmente alla direzione di volo del satellite, con un angolo di 35 gradi rispetto al nadir.
Il 2 settembre 2019 il satellite è stato leggermente deviato per evitare la collisione con il satellite Starlink 44 appartenente alla costellazione di satelliti per comunicazione Starlink di SpaceX.